# José Trigueros
José Trigueros y Trigueros (Málaga, 1814) fue un arquitecto español del siglo XIX, autor de numerosas obras en su ciudad de natal. 

## Biografía y obras
Arquitecto municipal entre 1849 y 1856, fue miembro de la Real Academia de Bellas Artes de San Telmo. Diseñó modelos de kioscos, baños públicos y un arco del triunfo temporal con ocasión de la visita de Isabel II a Málaga en 1862, además de proyectos para la remodelación de la plaza de la Merced, un mercado de Vélez-Málaga y la sede del Banco de Málaga. 
Sus obras más conocidas y trascendentes son el balneario de Carratraca y, sobre todo, el Hospital Noble de la capital malacitana.